# Jalousie
Pour les articles homonymes, voir Jalousie (homonymie).

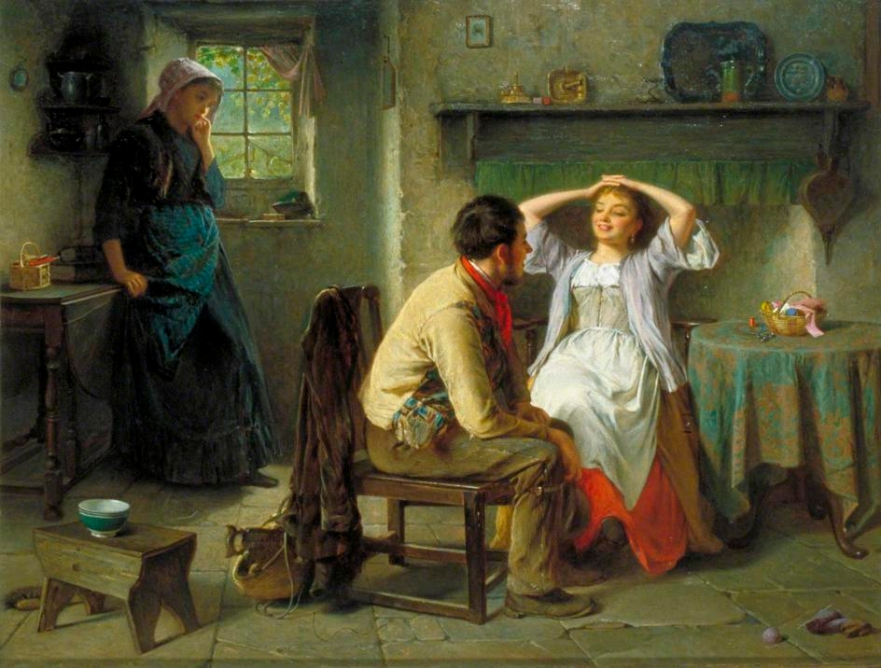
Jalousie et Séduction (Jealousy and Flirtation) de Haynes King, 1874.

La jalousie est une émotion secondaire qui représente des pensées et sentiments d'insécurité, de peur et d'anxiété concernant la perte anticipée ou pas d'un statut, d'un objet ou d'un lien affectif ayant une importante valeur personnelle.
La jalousie est un mélange d'émotions comme la colère, la tristesse, la frustration et le dégoût.
Elle ne doit pas être confondue avec l'envie, même si la jalousie est étroitement liée à une envie inassouvissable de posséder ce qu'autrui possède, ou d'être ce qu'autrui est, lorsque la convoitise qu'elle provoque est telle qu'elle amène à souhaiter qu'en guise de soulagement à cette frustration, autrui perde ce qu'il possède, ou ne soit plus ce qu'il est.
La jalousie est familièrement liée aux relations humaines. Elle est observée chez les enfants âgés de 5 mois ou plus,,,. Certains témoignages exposent qu'elle est perçue dans toutes les cultures, cependant, d'autres exposent qu'elle appartient à une culture spécifique.

## Théories

### Jalousie amoureuse
La jalousie amoureuse est une émotion empreinte d'agressivité qui est la conséquence de la peur de perdre l'être aimé ou l'exclusivité de son amour, au profit d'une autre personne – sentiment qui peut être fondé sur l'imagination et non sur des faits. Lorsqu'elle est permanente ou excessive, la jalousie est une forme de paranoïa et est attachée à une relation « amoureuse » sur un mode possessif voire exclusif. Dans Othello ou le Maure de Venise, William Shakespeare fait décrire à Iago la jalousie comme un « monstre qui se moque de la victime dont il se nourrit » . La jalousie amoureuse ne peut pas naître si les partenaires sont fidèles à une relation de confiance, mais cette notion reste subjective, voire inaccessible, chez l'individu jaloux. La jalousie est d'autant plus importante que l'individu jaloux a le sentiment que son équilibre psychologique repose sur le fait d'être lié à la personne désirée : la jalousie est donc une problématique d'attachement propre au jaloux qui a un besoin d'être rassuré, alors même qu'à tort ou à raison, le sentiment peut être fondé sur l'imagination. Il est à noter que l'individu jaloux reproduit généralement les mêmes schémas vis-à-vis de tous ses partenaires[réf. nécessaire]. L'individu jaloux peut alors être effacé dans le couple : il cherche à posséder son partenaire à tout prix et, pour éviter de le perdre, se met rarement en opposition en acceptant des compromis[réf. nécessaire]. Mais ce comportement peut alors renforcer davantage son sentiment d'insécurité, notamment lorsque le partenaire conserve une liberté à l'extérieur du couple, le jaloux ne devenant plus l'unique bénéficiaire d'un partenaire.
La jalousie amoureuse est souvent apparentée à la possession, éventuellement à la haine ; ce sentiment existe aussi bien chez les hommes et les femmes. Par exemple, un individu jaloux déteste voir ou imaginer son partenaire passer du temps avec d’autres personnes, pas seulement parce qu'elle est privée de sa présence, mais aussi parce qu’elle s'estime seule bénéficiaire légitime de l’attention de son partenaire. C'est un sentiment d'exclusivité qui peut priver le partenaire de liberté. Dans ce sens, le plus courant, de jalousie amoureuse, la jalousie se produit dans le cadre d’une relation à trois (ce qui la différencie de l'envie ou d'être envieux), lorsque quelqu’un (l'individu jaloux, qui peut être de n'importe quel sexe) estime qu’un deuxième individu se comporte envers un tiers (une troisième personne, un groupe, voire une chose) d’une façon qui menace selon lui à tort ou à raison la relation du couple et plus particulièrement sa place dans le couple. Le jaloux en conçoit du ressentiment, des reproches, des doutes, qu’il adresse aux deux autres, avec généralement une focalisation sur la deuxième personne. L'essence du comportement jaloux ne réside pas dans cette inquiétude, parfois imaginaire, pour le couple, ni dans le fait d'agir, mais dans l'intensité émotionnelle excessive qui l'accompagne et qui compromet le succès de cette action. Les conséquences peuvent nuire à l'équilibre et à la communication dans le couple, l'individu jaloux exprimant parfois la possession de façon permanente, excessive, exclusive ou récurrente représentant souvent une jalousie maladive. Ainsi, la jalousie est-elle aussi une forme de paranoïa. L'individu jaloux se sent libéré de sa jalousie uniquement lorsqu'il passe du temps avec son partenaire seul, ce qui à terme compromet la liberté du partenaire, chez qui la frustration peut naître avec le temps[réf. souhaitée]. La jalousie évolue souvent par crise (délires). En littérature, une étude de la jalousie est proposée dans Un amour de Swann de Marcel Proust.
Dans les textes relatifs au polyamour, la notion de compersion est souvent décrite comme l'inverse de la jalousie. Elle est un sentiment empathique de bonheur et de joie face à une personne (amie ou amante) vivant ces émotions. Ainsi dans la communauté polyamoureuse, la jalousie amoureuse et la possessivité, souvent décrite comme base solide d'un couple, sont critiquées et se voient proposer l'alternative de la compersion mutuelle face au bonheur de relations multiples.

### Jalousie maladive
Contrairement à la jalousie passagère, la jalousie maladive est considérée par les sexologues comme un trouble comportemental et cognitif majeur pouvant avoir des conséquences graves sur la vie d'un couple.
La jalousie qui survient de temps à autre, n'a pas de conséquences graves pour le couple et disparaît rapidement, c'est une forme normale de jalousie et ne nécessite pas de conseil. Ce n'est pas un cas de la jalousie maladive.
Ce trouble comportemental pour ceux qui la ressentent et ses victimes, représente un véritable poison dans la vie. Elle doit être traitée et contenue car elle peut avoir de graves conséquences sur la vie des personnes concernées.

### Jalousie Sociale
" Les Français préfèrent l’égalité dans la misère à la prospérité dans l’inégalité."  (Alexis de Tocqueville)

### Psychanalyse
La jalousie implique un « épisode émotionnel » entier dont un complexe de la personnalité. Cette jalousie peut être causée par des expériences déjà vécues, des pensées, des perceptions, des souvenirs, mais également l'imagination ou les questions. Goldie (2000, p. 228) montre la manière dont la jalousie peut être un « état cognitif impénétrable », dans lequel l'éducation et la croyance rationnelle importent peu. Les psychologues considérant en général l'excitation sexuelle à travers la jalousie comme une paraphilie, certains sexologues (comme Serge Kreutz, Instrumental Jealousy) expliquent que la jalousie, via une dimension gérable, peut avoir un effet positif sur la fonction et la satisfaction sexuelles. Des études démontrent également que la jalousie peut accroître la passion envers deux partenaires ainsi que le plaisir sexuel,. En fonction de la situation et de l'individu, la jalousie peut être plus ou moins intense.
La jalousie chez les enfants et adolescents est plus répandue chez ceux souffrant d'une faible estime de soi et peut évoquer des réactions agressives. Une telle étude suggère que se créer des amis proches peut être suivi par une insécurité émotionnelle ou solitude chez certains enfants lorsque ces amis interagissent avec d'autres. La jalousie est liée à la violence et à la faible estime de soi. Une recherche effectuée par Sybil Hart, de la Texas Tech University indique que les enfants sont capables de sentir ou d'exprimer de la jalousie à un âge précoce de six mois. Des nourrissons expriment de la détresse lorsque leurs mères s'attentionnent sur des poupées d'apparence humaine. Cette recherche pourrait expliquer la raison pour laquelle les enfants ou nourrissons expriment de la détresse après la naissance d'un nouveau-né, créant ainsi une rivalité fraternelle.

### Autres approches
Selon la théorie mimétique du philosophe René Girard, la jalousie est un moment dans la dynamique du désir humain. Celui-ci est par nature mimétique, c'est-à-dire que le désir est emprunté à un modèle, qui désire ou possède l'objet avant, et dont l'être fascine . Le jaloux est convaincu que l'être jalousé le devance dans la possession de l'objet et lui en interdit l'accès. La complaisance à entretenir ce sentiment vient de ce que l'existence de l'obstacle que constitue le rival jalousé, renforce la valeur de l'objet de la rivalité, laquelle renforce la fascination qu'exerce l'être du rival supposé heureux qui est l'idéal non-conscient du sujet [Pas clair].
Henri Laborit, quant à lui, utilise une autre approche selon laquelle il n’existe en soi ni de jalousie ni d’instinct de la propriété, mais plus simplement que l'individu construirait au fil du temps, et parfois dès la très petite enfance, des modèles associant la notion de privation à celle de douleur, et cherche ensuite inconsciemment à créer des conditions évitant ces risques de douleur.

## Divers
De nombreux proverbes évoquent la jalousie et ses conséquences à travers les âges. Ainsi en Afrique francophone, et plus particulièrement en Côte d'Ivoire, l'expression « Les jaloux vont maigrir » symbolise la force de la jalousie, travaillant le jaloux jusque dans ses chairs. Cette expression a été popularisée par le chanteur Mokobe du groupe 113 dans sa chanson au titre éponyme.